# 五强溪水库
五强溪水库位于中国湖南省怀化市沅陵县，沅水下游。水库总库容为42亿立米，正常水位108米以下预留防洪库容13.6亿立米，库容系数0.031，为季调节水库。总装机容量120万千瓦，年发电量53.7亿千瓦时。工程于1989年9月正式动工，1994年底第一台机组发电。